# Autoriteit Financiële Markten

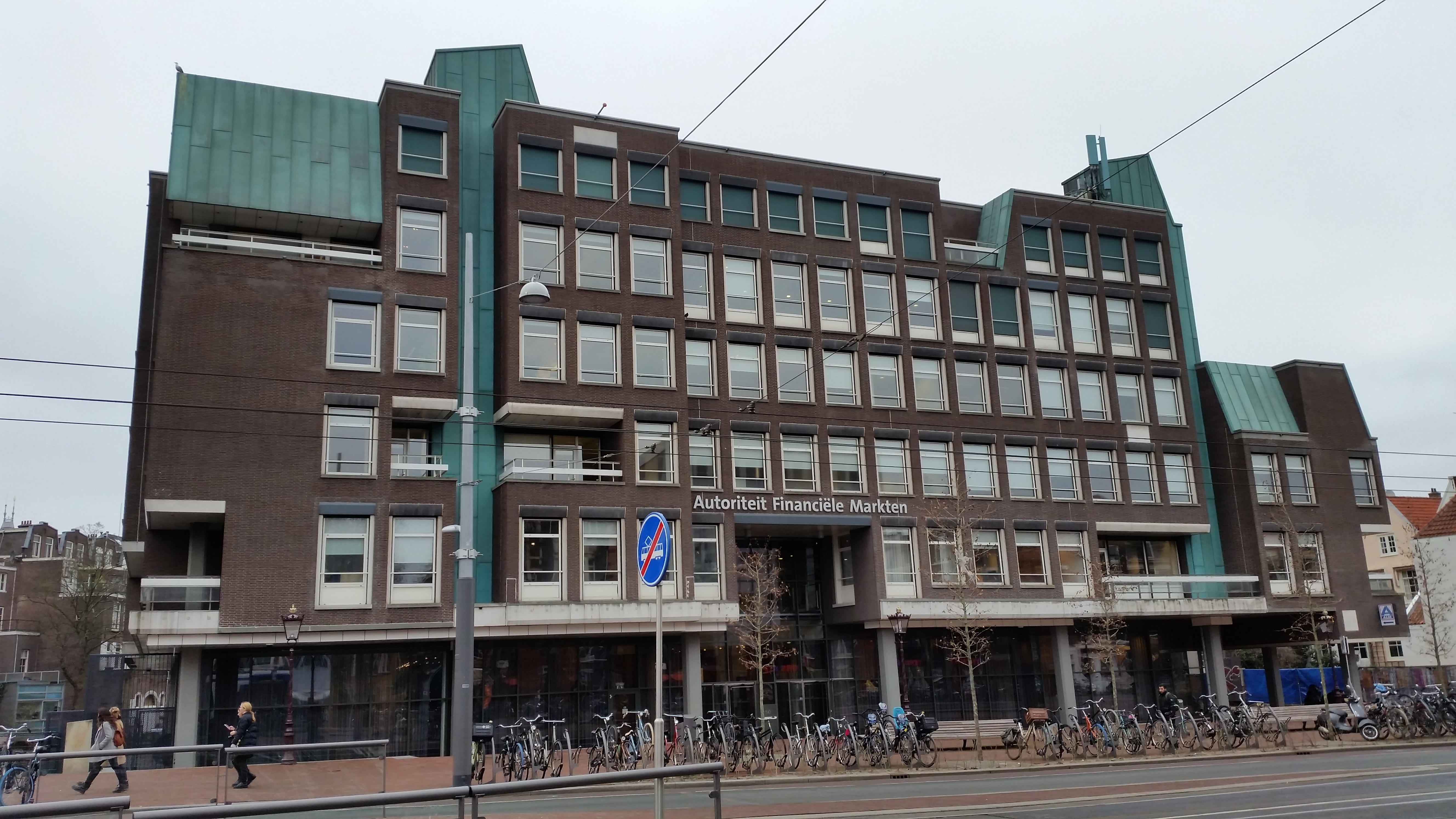
Kantoor van de AFM aan de Vijzelgracht 46-58, Amsterdam (februari 2019)

De Autoriteit Financiële Markten (AFM) is de Nederlandse gedragstoezichthouder op de financiële markten en bestaat sinds 1 maart 2002. De AFM is de rechtsopvolger van de Stichting Toezicht Effectenverkeer (STE). Zij is gevestigd aan de Vijzelgracht in Amsterdam en houdt toezicht op het gedrag van partijen in de financiële markten, waaronder: financiële dienstverleners, beurzen, bemiddelaars, accountantsorganisaties. De AFM is autonoom; de minister van Financiën is politiek eindverantwoordelijk en benoemt en ontslaat de bestuurders.

## Taken en bevoegdheden
De taak van de AFM is het houden van gedragstoezicht op de financiële markten. Gedragstoezicht houdt in dat erop toegezien wordt dat partijen correct handelen waaronder hun partners van de juiste informatie voorzien.
De Nederlandsche Bank (DNB) (alsmede, voor diens fusie met DNB in 2005, de Pensioen- en Verzekeringskamer (PVK)), is verantwoordelijk voor "prudentieel" toezicht op de markt. Prudentieel toezicht wil zeggen dat erop toegezien wordt dat partijen hun financiële verplichtingen kunnen nakomen. De verdeling van de toezichtstaken tussen de DNB en de AFM is noemt men het 'twin peaks toezichtmodel'.
Het belang van de overheid toezicht te houden op de financiële markten, is dat publiek en bedrijfsleven vertrouwen blijven houden in de markt. Wantrouwen in de financiële markt kan grote negatieve gevolgen hebben voor de gehele economie.
Met de invoering van de nota "Herziening van het toezicht op de financiële marktsector" van het ministerie van Financiën in 2001 ging de Stichting Toezicht Effectenverkeer (STE) over in de AFM en werd het takenpakket uitgebreid. Waar de STE met name verantwoordelijk was voor gedragstoezicht op beurzen is de AFM dat nu voor een veel breder gebied. Taken van de AFM zijn bijvoorbeeld:
- Toezicht op de naleving van de Wet op het financieel toezicht, waarin o.a. de voormalige wetten Wet toezicht effectenverkeer 1995, Wet toezicht beleggingsinstellingen en Wet financiële dienstverlening per 1 januari 2007 zijn opgegaan;
- Toezicht op de naleving van de Wet toezicht accountantsorganisaties en de afgifte van vergunningen aan accountantsorganisaties voor het uitvoeren van Wettelijke controles;
- Toezicht op de naleving van het verbod op handelen met voorwetenschap;

De AFM heeft het mandaat op te treden bij het niet nakomen van de wet door marktpartijen. Middelen die haar hiervoor ter beschikking staan zijn onder meer:
- Het geven van een waarschuwing;
- Het geven van een aanwijzing;
- Het opleggen van een boete, eventueel in combinatie met publicatie in een landelijk dagblad;
- Het opleggen van een dwangsom, eventueel in combinatie met publicatie in een landelijk dagblad;
- Het doen van aangifte bij het Openbaar Ministerie.

Ook kan de AFM tuchtklachten tegen accountants indienen bij de Accountantskamer.

## Organisatie
De AFM is een zelfstandig bestuursorgaan, wat inhoudt dat zij overheidstaken zelfstandig uitvoert buiten directe verantwoordelijkheid van – in dit geval – het ministerie van Financiën.

### Bestuur
Het bestuur van de AFM bestaat per 1 februari 2020 uit drie statutaire bestuursleden:
- Laura van Geest, voorzitter sinds 1 februari 2020
- Hanzo van Beusekom, bestuurslid sinds 1 juni 2018
- Jos Heuvelman, bestuurslid sinds 1 september 2018

### Raad van Toezicht
De Raad van Toezicht houdt toezicht op het bestuur van de AFM. Hij is bovendien belast met het aan de minister van Financiën voordragen van nieuwe leden voor het bestuur. Op 1 juli 2023 bestaat de Raad van Toezicht uit Sander Dekker (voorzitter), Willemijn van Dolen, Leontine van der Goes, Rob Langezaal en David Voetelink.

### Voorzitters
Overzicht van de bestuursvoorzitters van de AFM sinds de oprichting in 2002:
| van  | tot  | naam                          |
| ---- | ---- | ----------------------------- |
| 2002 | 2007 | Arthur Docters van Leeuwen    |
| 2007 | 2011 | Hans Hoogervorst              |
| 2011 | 2013 | Ronald Gerritse               |
| 2013 | 2014 | Theodor Kockelkoren (interim) |
| 2014 | 2019 | Merel van Vroonhoven          |
| 2019 | 2020 | Hanzo van Beusekom (interim)  |
| 2020 |      | Laura van Geest               |

## Recente ontwikkelingen

### Woekerpolisaffaire
De AFM speelde een belangrijke rol in de woekerpolisaffaire. Zo constateerde de toezichthouder al in 2006 dat de beleggingsverzekeringen ondoorzichtig en relatief duur zijn en dat de informatie bij polissen onvolledig en soms zelfs onjuist is. De  AFM was zeer kritisch jegens de financiële tussenpersonen die vaak provisie ontvingen wanneer zij een beleggingsverzekering afsloten. In oktober 2014 liet ze weten "zeer teleurgesteld" te zijn over de manier waarop de verzekeraars de woekerpolissen afhandelden. Er liep nog een groot aantal zaken waarin nog geen overeenstemming met de klant was bereikt over een schadevergoeding.

### Conflict met DNB
In 2010 kwam de toezichthouder in conflict met DNB over het oordeel van DNB inzake bankbestuurder Gerrit Zalm. Beide toezichthouders kwamen tot verschillende inzichten over de houdbaarheid van Zalm als bestuursvoorzitter van ABN AMRO, vanwege zijn verleden bij de DSB Bank. Uit het rapport bleek dat AFM vond dat Zalm onvoldoende zijn best had gedaan DSB van binnenuit te veranderen, hoewel daar alle aanleiding voor was, en vond hem daarmee ook ongeschikt voor zijn huidige baan bij ABN. DNB vond dat Zalm zijn werk naar behoren had gedaan en zag geen aanleiding hem daarom uit zijn huidige functie bij ABN te zetten. DSB ging in oktober 2009 failliet, een jaar nadat Zalm daar was vertrokken. Rechtsgeleerde Michiel Scheltema schoof het rapport van AFM als ondeugdelijk aan de kant.

### Toezicht op grote accountancykantoren
De AFM liet zich in september 2014 zeer kritisch uit over de grote accountancykantoren. Van de 10 dossiers die de AFM bekeek waren er bij KPMG 7, bij Deloitte en PricewaterhouseCoopers 4 en bij Ernst & Young 3 niet op orde. De AFM verlangde dat minister van Financiën strenge eisen aan de kantoren zou stellen. Verder leverde de toezichthouder kritiek op de bestuursconstructie bij de grote accountancykantoren. Zo wil de AFM (potentiële) bestuurders kunnen toetsen op bekwaamheid. Ook zou elke organisatie een onafhankelijke raad van commissarissen moeten hebben, waarin partners van het bureau niet langer zitting mogen hebben. In een rapport dat in 2010 verscheen was de AFM ook al kritisch op de Grote Vier.

### Ruzie in de Raad van Toezicht
De Raad van Toezicht van de AFM kreeg in 2014 te maken met een groot intern conflict. Het lid van de Raad van Toezicht Henriëtte Prast, hoogleraar Financiële Planning aan de Universiteit Tilburg, was zeer kritisch over George Möller, de voorzitter van de Raad van Toezicht, aangezien hij in het bestuur zat van een buitenlands investeringsfonds. Ook was Prast niet gelukkig over de rol van het lid Joop Feilzer, voormalig bankier bij Fortis, die toezichthouder was op een Brits investeringsfonds. Verder wilde zij een commissariaat, waarvoor collega-toezichthouder Diana van Everdingen was benaderd, niet goedkeuren. Volgens Prast schaadden dit soort nevenfuncties de onafhankelijke positie van de Raad van Toezicht.
Haar kritische houding was - in de ogen van Prast - reden dat Möller haar in juni 2014 niet wilde voordragen bij de minister van Financiën voor een nieuwe vierjarige termijn. In het exit-gesprek op het ministerie liet zij zich zeer kritisch uit over de AFM. Op basis van een onderzoek van een extern bureau concludeerde de Secretaris-generaal van het ministerie dat er een 'slordige cultuur' heerste binnen de AFM waar het ging om nevenfuncties en eigen beleggingen van de toezichthouders. Möller werd medegedeeld dat hij niet voor herbenoeming zou worden voorgedragen. Feilzer en twee andere leden van de Raad van Toezicht stapten per direct op. Möller volgde enkele dagen later nadat hij "zich bedacht heeft onder de kerstboom".
Op 1 januari 2016 trad ook Annemarie van Gaal af, een half jaar nadat ze is begonnen. De 'AFM paste niet bij haar leven'.
In juli 2015 is de Raad van Toezicht vernieuwd. Paul Rosenmöller is benoemd als voorzitter. De overige drie leden zijn: Bart Koolstra, afkomstig van PricewaterhouseCoopers, vanwege zijn kennis van de accountancy, Rob Becker, voormalig financieel directeur bij verzekeraar Achmea en Diana van Everdingen, juriste.

### Meer toezicht op mobiele telefoons op afbetaling
Sinds 1 januari 2017 houdt het AFM beter toezicht op mobiele telefoons op afbetaling. Dit wordt gezien als het afsluiten van een krediet, en wordt daardoor verplicht met de krediettabel en waarschuwingszin “Let op, lenen kost geld” voorzien in de reclames van de telecomaanbieders. Een extra verplichting per 1 januari is het apart vermelden van de kosten van het telefoonkrediet. Reden hiervan is de toename in schulden bij vooral jongeren welke te snel een langdurig abonnement kunnen afsluiten. Vanaf 1 mei 2017 worden alle consumenten welke een telefoonkrediet van minimaal 250 euro afnemen, getoetst bij het BKR, en ook aangemeld bij het BKR wat gevolgen kan hebben voor toekomstige kredieten.

### Pensioenfonds AFM
Oorspronkelijk waren de pensioenen van de medewerkers van AFM ondergebracht bij het pensioenfonds Mercurius. Dat fonds ging in liquidatie. Boze deelnemers proberen hun schade te verhalen door de bestuurders van Mercurius voor de rechter te slepen. Mercurius verzorgde ook de pensioenen voor medewerkers van Euronext, Euroclear Nederland, LCH Clearnet Amsterdam, AtosEuronext Nederland en het Dutch Securities Institute. De vordering van de deelnemers werd afgewezen.
Inmiddels waren de pensioenrechten van de AFM medewerkers ondergebracht in een eigen pensioenfonds. Toen vervolgens dit fonds ook werd qeliquideerd, spanden twee deelnemers een rechtszaak aan. Zij werden door de rechtbank in Amsterdam op 23 januari 2020 in het gelijk gesteld. Het pensioenfonds AFM en de AFM werden veroordeeld tot het betalen van de proceskosten. In hoger beroep werd de AFM op 3 november 2020 bij het gerechtshof te Amsterdam opnieuw veroordeeld wegens het onjuist behandelen van twee deelnemers van het AFM-pensioenfonds bij de overgang naar een APF. Er liep een beroep bij de Hoge Raad en het voor AFM negatieve advies van de advocaat-generaal werd in augustus 2022 openbaar. Tegen dit advies in stelde de Hoge Raad AFM op 21 april 2023 in het gelijk. Een werkgever heeft beleidsvrijheid bij het schrappen van een onvoorwaardelijke indexatie.